# Kruspér István
Kruspér István (Miskolc, 1818. január 25. – Budapest, 1905. július 2.) magyar metrológus, geodéta, geofizikus, a Magyar Tudományos Akadémia rendes, majd tiszteleti tagja. A korszerű méréstudomány úttörő alakja volt, tevékenyen közreműködött a decimális mértékegységrendszer (méter, kilogramm stb.) magyarországi bevezetésében, 1878-tól 1894-ig a kezdeményezésére alapított Magyar Királyi Mértékhitelesítő Bizottság első vezetője volt. További jelentős tudományos eredményeket ért el a geodéziai módszertan területén, nevéhez fűződik az első magyar nyelvű földméréstani áttekintés megírása (1869), valamint több geodéziai műszer kifejlesztése. 1867 és 1894 között a budapesti Királyi József Műegyetem geodéziai tanszékének vezetője volt.

## Életútja
Középiskoláit szülővárosában, Miskolcon végezte. Ezt követően előbb a Késmárki Jogakadémiára járt, majd 1841-től 1844-ig a bécsi Műszaki Intézetben (Polytechnisches Institut) végzett mérnöki tanulmányokat. Oklevele megszerzését követően, 1844 és 1847 között a Műszaki Intézetben oktatott tanársegédként a földmérő mérnök Simon Stampfer mellett. 1847-ben az osztrák fővárosban optikai, látszerészeti és finommechanikai műhelyet nyitott, majd Nyugat-Európában járt hosszabb tanulmányúton. 1850-től a pesti József Ipartanodában – 1871 utáni nevén Királyi József Műegyetemen – oktatott, az első tanévben mint az elemi mennyiségtan és gyakorlati mértan tanára. 1851-től 1867-ig a gyakorlati mértan és a mechanikai technológia tanára, 1851-től 1857-ig a felsőbb mennyiségtan helyettes tanára volt, 1863–1864-ben pedig a mechanika, géptan és szerkezettan helyettes tanáraként is működött. 1867-ben rendes tanárrá nevezték ki és megbízták a geodéziai tanszék vezetésével, ezt a munkakört 1894-es nyugdíjazásáig látta el. Ezzel párhuzamosan 1871 és 1874 között a mérnöki és építészi osztály – mai kifejezéssel: egyetemi kar – dékáni tisztét is betöltötte. 1878-tól 1894-ig a kormányzat által Kruspér kezdeményezésére felállított Magyar Királyi Mértékhitelesítő Bizottság munkáját irányította.

## Munkássága
A matematika, geometria és gépészmérnöki tudományok területén végzett oktatói munkája mellett tudományos tevékenysége főként a méréstudományra (metrológia) és a geodéziára irányult.
A pontosan meghatározott és nemzetközi viszonylatban is rögzített értékű mértékegységek gazdasági-közigazgatási fontosságát felismerve behatóan foglalkozott a mérésügy elméleti és gyakorlati kérdéseivel. A magyar kormányzat küldötteként – Szily Kálmánnal együtt – 1870-től részt vett az 1875-ös nemzetközi méteregyezmény előkészítő tárgyalásaiban. Nagymértékben hozzájárult az 1874. évi VIII. törvénycikk (A métermérték behozataláról) előkészítéséhez, amely törvényes mértékegységekként vezette be Magyarországon a decimális alapú hossz- (méter), terület- (négyzetméter, korabeli szóval négyszögméter), térfogat- (köbméter, liter), tömeg- (kilogramm) és teljesítménymértékeket (lóerő). Kruspér e munka során egyebek mellett síkra szállt a decimális mértékegységrendszer átfogó, kivétel nélküli meghonosítása mellett, s ellenezte a nemzetközi mértéknevek (méter, kilogramm stb.) magyarítását, hagyományos magyar mértéknevekkel (öl, lat stb.) történő kiváltását. A méter Párizsban őrzött etalonpálcája megvizsgálásakor rámutatott az annak hosszában jelentkező – csillagászati és geodéziai mérések szempontjából kiküszöbölendő – eltérésre, s tökéletesítette a méter pontos meghatározását lehetővé tevő komparátort. Az általa kifejlesztett tömegkomparátorral elnyerte az 1885-ös antwerpeni világkiállítás aranyérmét.
Munkásságával nagyban hozzájárult a magyarországi mérésügy intézményi hátterének megszervezéséhez is, kezdeményezésére jött létre 1878-ban a mai Országos Mérésügyi Hivatal elődje, a Magyar Királyi Mértékhitelesítő Bizottság, amelynek első vezetője is lett.
Elméleti és gyakorlati geodéziai munkássága szintén jelentős volt. Többek között a nevéhez fűződik a Pest városában 1869–1871-ben elvégzett felmérési munkálatok előkészítése és irányítása. Számos geodéziai berendezést állított össze és tökéletesített, az általa kifejlesztett dőlésszögmérő műszert (lejtmérő) az 1878. évi párizsi világkiállításon ezüstéremmel díjazták. További találmányai sorában megtalálható többféle szintező, teodolit és szögfelrakó műszer, de mind közül legjelentősebb a heliométeres távolságmérővel felszerelt teodolit volt (1860 körül). 1869-ben megjelent Földmértan című könyve a geodézia tudományának első magyar nyelvű összefoglalása volt, amellyel a Magyar Tudományos Akadémia nagyjutalmát is elnyerte.
Az eddigieken túlmenően foglalkozott geofizikával is, különösen a Kárpát-medence földmágnessége terén – többnyire Schenzl Guidóval közösen – végzett vizsgálatai jelentősek. 1868-ban a Magyar Mérnök és Építész-Egylet Közleményei, 1876–1878-ban a Műegyetemi Lapok társszerkesztője volt.

## Társasági tagságai és elismerései
Tudományos eredményei elismeréseként 1858-ban a Magyar Tudományos Akadémia levelező, 1870-ben rendes tagjává választották, 1899-ben pedig a tiszteleti tagok sorába emelték. 1867-től alapítótagként vett részt a Magyar Mérnök- és Építész-Egylet munkájában, tagja volt a Magyar Természettudományi Társulatnak, 1879 és 1894 között pedig a Nemzetközi Mértékügyi Bizottságnak (Comité international des poids et mesures).
Nemzetközi elismertségét tanúsítják külföldi kitüntetései: birtokosa volt az osztrák Lipót-rend lovagkeresztjének, a Vaskorona-rend III. osztályú csillagának, a szerb Takovo-rend keresztjének, valamint a Francia Becsületrend tisztikeresztjének.

## Emlékezete

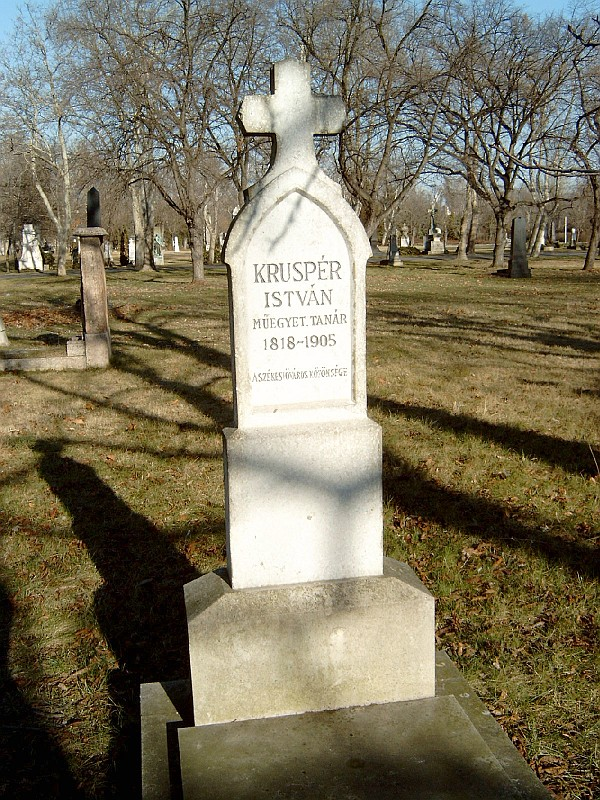
Kruspér István sírja a budapesti Kerepesi temetőben (29/3-1-76.)

Tiszteletére a Műszaki és Természettudományi Egyesületek Szövetsége 1956-ban Kruspér István-emlékérmet alapított, amellyel a kiemelkedő eredményeket elérő szaktudósok munkáját díjazzák.
Mellszobra – Senyei Károly alkotása – a Budapesti Műszaki és Gazdaságtudományi Egyetem aulájában található, emellett az egyetem közelében – Budapest XI. kerületében – utcát neveztek el róla.

## Főbb művei
- Lehrbuch der ebenen Polygnometrie als Vorbereitungs-Wissenschaft zu den Vorlesungen über praktische Geometrie an technischen Instituten. Ofen, 1856
- Adaptirung des Diopter-Lineals zur Vornahme der Reduction einer in schiefer Ebene gemessenen Länge auf den Horizont. in: Zeitschrift des Österreichischen Ingenieure- und Architekten-Vereins 1857
- Stampfer esetelési és távmérési módszeréhez tartozó uj táblák. Pest, 1859
- Légtüneti észleletek Pest, 1866
- Egy a Stampfer-féle lejtmérő műszeren tett javításról. in: Magyar Mérnök- és Építész-Egylet Közleményei 1867
- Földmértan: Kézikönyv, műegyetemi, erdőszeti és más rokonintézetek előadásaira és mérnöki használatra különös tekintettel hazai viszonyainkra. Pest, 1869
- A Schwerdt-féle comporator módosított alkalmazása. Pest, 1869
- Pest város felmérésének megvizsgálása. Pest, 1871
- A párisi meter-prototyp az 1870. augusztusi meter-értekezleten. Pest, 1871
- Magnetikai meghatározások Magyarországban 1866. és 1867-ben. Pest, 1872 (Schenzl Guidóval)
- Thermochronometer. in: Természettudományi Közlöny 1873
- A comparatorokról. Budapest, 1873
- A vonásos hosszmértékek összehasonlítása folyadékban. Budapest, 1873
- A párisi levéltári méterrúd véglapjain levő mélyedések megméréséről. Budapest, 1873
- A mérlegrúd meghajlása a teher alatt. Budapest, 1877
- Egy új mérlegrendszer. Budapest, 1878
- Mértékütő eszközök. Budapest, 1879
- A Schwerdt-féle comparator módosított alkalmazása. Budapest, 1879
- Felső geodaesia. Budapest, 1880
- Adalékok a magyar koronához tartozó országok földmágnességi viszonyainak ismertetéséhez. Budapest, 1881 (Kondor Gusztávval és Schenzl Guidóval)

## További irodalom
- Ágoston József: Kruspér István. in: M. Mérn. Ép. Egyl. Heti Értesítője 1905.
- Csopey László: Kruspér István. in: Természettudományi Közlöny 1906.
- Dvecis Del Vecchio Ferenc: Kruspér István emlékének. in: M. Mérn. Ép. Egyl. Közl. 1918.
- Bodola Lajos: Kruspér István. in: Technika 1921.
- Regőczi Emil: Kruspér István. in: Geodézia és Kartográfia 1968.